# Louis Adams
Louis Adams (Chicago, 22 febbraio 1996) è un ex cestista statunitense.